# Jarkand-gímszarvas
A Jarkand-gímszarvas (Cervus elaphus yarkandensis) az emlősök (Mammalia) osztályának párosujjú patások (Artiodactyla) rendjébe, ezen belül a szarvasfélék (Cervidae) családjába tartozó gímszarvas (Cervus elaphus) egyik közép-ázsiai alfaja. Olykor külön fajba sorolják a többi közép-ázsiai gímszarvassal együtt.

## Előfordulása
A Jarkand-gímszarvas Hszincsiang-Ujgur Autonóm Területen él. Korábban kihaltnak vélték, de rábukkantak mintegy 5000 élő egyedére a Tarim folyó völgyében. Még így is veszélyeztetett alfajnak számít. Rokonától az afgán gímszarvastól a Tien-san hegység válassza el.

### Élőhelye
A Jarkand-gímszarvas rokonához hasonlóan a sivatagokkal körülvett síksági mocsaras erdőket kedveli.

## Megjelenése
Az állat bundájának színe vörösesbarna. Tükre nagy és világos, ebből ered a farok. Agancsán általában öt kiság ül, a főág csúcsa villásan előre mutat. Az ötödik kiság nagyobb, mint a negyedik, és befelé hajlik.

## Fordítás
- Ez a szócikk részben vagy egészben  a   Yarkand deer című angol Wikipédia-szócikk ezen változatának fordításán alapul.  Az eredeti cikk szerkesztőit annak laptörténete sorolja fel. Ez a jelzés csupán a megfogalmazás eredetét és a szerzői jogokat jelzi, nem szolgál a cikkben szereplő információk forrásmegjelöléseként.